# 198 Ampella
198 Ampella је астероид главног астероидног појаса. Приближан пречник астероида је 57,16 km,
а средња удаљеност астероида од Сунца износи 2,458 астрономских јединица (АЈ).
Инклинација (нагиб) орбите у односу на раван еклиптике је 9,309 степени, а орбитални период износи 1407,927 дана (3,854 године). Ексцентрицитет орбите астероида износи 0,228.
Апсолутна магнитуда астероида износи 8,33 а геометријски албедо 0,251.
Астероид је откривен 13. јуна 1879. године.